# Mount Woolsey
Der Mount Woolsey ist mit einer Höhe von 3956 m der dritthöchste Berg in den Bighorn Mountains im US-Bundesstaat Wyoming. Er befindet sich in der Cloud Peak Wilderness Area im Bighorn National Forest, südlich des Black Tooth Mountain. Er liegt auf der Grenze der Countys Big Horn und Johnson im Norden von Wyoming. Der Mount Woolsey befindet sich auf einem messerähnlichen Gebirgsgrat, und ist durch diesen Grat sowohl mit dem Black Tooth Mountain als auch mit dem Cloud Peak verbunden. Entlang der Grats befindet sich ein weiterer Berggipfel, der als The Innominate bekannt ist. Ein kleiner Gletscher liegt unterhalb der Grats südöstlich des Mount Woolsey.